# Babel (album)
Babel là album phòng thu thứ hai của ban nhạc indie folk Mumford & Sons. Cũng giống như Sigh No More, album này được sản xuất bởi nhà sản xuất Markus Dravs. Album được phát hành vào ngày 21 tháng 9 năm 2012 tại Ireland, Đức, Bỉ, Hà Lan, Luxembourg, Na Uy, Úc và New Zealand. Sau đó vào ngày 24 tháng 9 năm 2012, album được phát hành tại Anh, Scandinavia, Tây Ban Nha, Ý, Đông Âu và Nam Mỹ. Tại Mỹ và Canada, album được phát hành vào ngày 25 tháng 9 năm 2012.
Sau khi được phát hành, Babel ra mắt tại vị trí quán quân trên cả hai bảng xếp hạng UK Albums Chart của Anh và Billboard 200 của Mỹ. Nó nhanh chóng trở thành album có doanh số bán chạy nhất trong năm 2012 ở Anh, với 159,000 bản được tiêu thụ ngay trong tuần đầu phát hành, đồng thời Babel cũng trở thành album có doanh số ra mắt lớn nhất năm 2012 ở Mỹ vào thời điểm đó với 600,000 bản bán được trong tuần đầu tiên. Album đã nhận được những đánh giá trái chiều từ các nhà phê bình âm nhạc và đã được đề cử cho hạng mục "Album của Năm" ở cả hai giải thưởng lớn là Giải Brit và Giải Grammy, sau đó đã chiến thắng ở Giải Grammy.

## Đĩa đơn
Đĩa đơn chính thức đầu tiên của album là "I Will Wait". Mumford & Sons đã ra mắt bài hát trên chương trình BBC Radio 1 của Zane Lowe vào ngày 7 tháng 8 năm 2012. Ngày 29 tháng 8 năm 2012, ban nhạc đã ghi lại buổi biểu diễn trực tiếp bài hát "I Will Wait" của họ tại khán đài Red Rocks Amphitheatre ở Colorado. Video về buổi biểu diễn được phát hành vào ngày 9 tháng 9 năm 2012, đồng thời cũng là video âm nhạc chính thức của bài hát.
Đĩa đơn thứ hai từ album là "Lover of the Light". Video âm nhạc chính thức của bài hát được phát hành vào ngày 5 tháng 11 năm 2012, trong video có sự xuất hiện của nam diễn viên Idris Elba, người đồng thời cũng là đạo diễn của video này. Bài hát được chính thức phát hành vào ngày 3 tháng 12 năm 2012.

## Diễn biến xếp hạng
Babel ra mắt tại vị trí quán quân ở Anh với doanh số 159,000 bản, trở thành album có doanh số bán chạy nhất trong năm 2012 tại quốc gia này. Tính đến hết năm 2012, album đã bán được tổng cộng 573,000 bản tại Anh.
Album cũng ra mắt tại vị trí quán quân trên bảng xếp hạng Billboard 200 của Mỹ, với doanh số 600,000 bản bán được trong tuần đầu phát hành, trở thành album có doanh số ra mắt lớn thứ nhì năm 2012 ở Mỹ, chỉ sau album Red của Taylor Swift. Tính đến tháng 2 năm 2013, album đã bán được tổng cộng 1,700,000 bản tại Mỹ. Babel ngoài ra cũng ra mắt tại vị trí quán quân trên bảng xếp hạng Canadian Albums Chart với doanh số 75,000 bản trong tuần đầu tiên.

## Danh sách bài hát
Tất cả các ca khúc được viết bởi Ted Dwane, Ben Lovett, Marcus Mumford và Country Marshall, trừ "The Boxer" là được sáng tác bởi Paul Simon.
| STT | Nhan đề                | Thời lượng |
| --- | ---------------------- | ---------- |
| 1.  | "Babel"                | 3:29       |
| 2.  | "Whispers in the Dark" | 3:15       |
| 3.  | "I Will Wait"          | 4:36       |
| 4.  | "Holland Road"         | 4:13       |
| 5.  | "Ghosts That We Knew"  | 5:39       |
| 6.  | "Lover of the Light"   | 5:14       |
| 7.  | "Lovers' Eyes"         | 5:21       |
| 8.  | "Reminder"             | 2:04       |
| 9.  | "Hopeless Wanderer"    | 5:07       |
| 10. | "Broken Crown"         | 4:16       |
| 11. | "Below My Feet"        | 4:52       |
| 12. | "Not With Haste"       | 4:07       |

| Bài hát tặng kèm bản Đặc biệt | Bài hát tặng kèm bản Đặc biệt                                       | Bài hát tặng kèm bản Đặc biệt |
| STT                           | Nhan đề                                                             | Thời lượng                    |
| ----------------------------- | ------------------------------------------------------------------- | ----------------------------- |
| 13.                           | "For Those Below"                                                   | 3:36                          |
| 14.                           | "The Boxer" (Jerry Douglas hợp tác với Mumford & Sons & Paul Simon) | 4:06                          |
| 15.                           | "Where Are You Now?"                                                | 3:41                          |

## Tham gia thực hiện
Mumford & Sons
- Marcus Mumford – hát, guitar, trống, bộ gõ, đàn ukulele, mandolin
- Ted Dwane – hát, bass dây, guitar bass, guitar, trống, bộ gõ
- Ben Lovett – hát, piano, bàn phím, accordion, dương cầm harmonium, trống, bộ gõ
- Winston Marshall – hát, đàn banjo, mandolin, dobro, bass, guitar

Các nhạc sĩ khác
- Chris Alan – hồ cầm
- Nell Catchpole – vĩ cầm, đại vĩ cầm
- Nick Etwell – trumpet, flugelhorn
- Ross Holmes – vi cầm
- Dave Williamson – kèn hai ống
- Richard Martin – bộ gõ

## Xếp hạng
| Bảng xếp hạng (2012–13)         | Vị trí cao nhất |
| ------------------------------- | --------------- |
| Australian Albums Chart         | 2               |
| Austrian Albums Chart           | 2               |
| Belgian Albums Chart (Flanders) | 2               |
| Canadian Albums Chart           | 1               |
| Danish Albums Chart             | 4               |
| Dutch Albums Chart              | 1               |
| Finnish Albums Chart            | 19              |
| German Albums Chart             | 2               |
| Irish Albums Chart              | 1               |
| New Zealand Albums Chart        | 1               |
| Norwegian Albums Chart          | 1               |
| Spanish Albums Chart            | 12              |
| Swedish Albums Chart            | 4               |
| Swiss Albums Chart              | 2               |
| UK Albums Chart                 | 1               |
| US Billboard 200                | 1               |

| Bảng xếp hạng (2012)            | Vị trí |
| ------------------------------- | ------ |
| Belgian Albums Chart (Flanders) | 10     |
| Canadian Albums Chart           | 4      |
| Dutch Albums Chart              | 7      |
| New Zealand Albums Chart        | 8      |
| Swiss Albums Chart              | 35     |
| US Billboard 200                | 7      |
| US Alternative Albums Chart     | 1      |
| US Digital Albums Chart         | 3      |
| US Folk Albums Chart            | 1      |
| US Independent Albums Chart     | 1      |
| US Rock Albums Chart            | 1      |
| Bảng xếp hạng (2013)            | Vị trí |
| Austrian Albums Chart           | 19     |
| Belgian Albums Chart (Wallonia) | 165    |
| Canadian Albums Chart           | 2      |
| Dutch Albums Chart              | 20     |
| New Zealand Albums Chart        | 14     |
| Spain (PROMUSICAE)              | 36     |

## Chứng nhận
| Quốc gia                                                                           | Chứng nhận  | Số đơn vị/doanh số chứng nhận |
| ---------------------------------------------------------------------------------- | ----------- | ----------------------------- |
| Úc (ARIA)                                                                          | 3× Platinum | 210.000^                      |
| Áo (IFPI Áo)                                                                       | Platinum    | 20.000*                       |
| Bỉ (BEA)                                                                           | Gold        | 15.000*                       |
| Canada (Music Canada)                                                              | 5× Platinum | 400.000^                      |
| Đức (BVMI)                                                                         | Platinum    | 300.000^                      |
| Ireland (IRMA)                                                                     | 2× Platinum | 30.000^                       |
| New Zealand (RMNZ)                                                                 | 2× Platinum | 30.000^                       |
| Anh Quốc (BPI)                                                                     | 3× Platinum | 900,000^                      |
| Hoa Kỳ (RIAA)                                                                      | 2× Platinum | 2,629,000                     |
| Tổng hợp                                                                           |             |                               |
| Châu Âu (IFPI)                                                                     | Platinum    | 1.000.000*                    |
| * Chứng nhận dựa theo doanh số tiêu thụ. ^ Chứng nhận dựa theo doanh số nhập hàng. |             |                               |

## Lịch sử phát hành
| Quốc gia    | Ngày                | Định dạng                  | Phiên bản        |
| ----------- | ------------------- | -------------------------- | ---------------- |
| Đức         | 21 tháng 9 năm 2012 | CD, tải kỹ thuật số, vinyl | Thường, Đặc biệt |
| Bỉ          | 21 tháng 9 năm 2012 | CD, tải kỹ thuật số, vinyl | Thường, Đặc biệt |
| Hà Lan      | 21 tháng 9 năm 2012 | CD, tải kỹ thuật số, vinyl | Thường, Đặc biệt |
| Nam Phi     | 21 tháng 9 năm 2012 | CD, tải kỹ thuật số, vinyl | Thường, Đặc biệt |
| Luxembourg  | 21 tháng 9 năm 2012 | CD, tải kỹ thuật số, vinyl | Thường, Đặc biệt |
| Ireland     | 21 tháng 9 năm 2012 | CD, tải kỹ thuật số, vinyl | Thường, Đặc biệt |
| Úc          | 21 tháng 9 năm 2012 | CD, tải kỹ thuật số, vinyl | Thường, Đặc biệt |
| New Zealand | 21 tháng 9 năm 2012 | CD, tải kỹ thuật số, vinyl | Thường, Đặc biệt |
| Anh         | 24 tháng 9 năm 2012 | CD, tải kỹ thuật số, vinyl | Thường, Đặc biệt |
| Scandinavia | 24 tháng 9 năm 2012 | CD, tải kỹ thuật số, vinyl | Thường, Đặc biệt |
| Tây Ban Nha | 24 tháng 9 năm 2012 | CD, tải kỹ thuật số, vinyl | Thường, Đặc biệt |
| Ý           | 24 tháng 9 năm 2012 | CD, tải kỹ thuật số, vinyl | Thường, Đặc biệt |
| Đông Âu     | 24 tháng 9 năm 2012 | CD, tải kỹ thuật số, vinyl | Thường, Đặc biệt |
| Nam Mỹ      | 24 tháng 9 năm 2012 | CD, tải kỹ thuật số, vinyl | Thường, Đặc biệt |
| Mỹ          | 25 tháng 9 năm 2012 | CD, tải kỹ thuật số, vinyl | Thường, Đặc biệt |
| Canada      | 25 tháng 9 năm 2012 | CD, tải kỹ thuật số, vinyl | Thường, Đặc biệt |